# Adorcisme
En spiritualisme et en sociologie des religions, Luc de Heusch a inventé le terme adorcisme pour nommer les pratiques visant à apaiser ou à accueillir des entités spirituelles dans une personne ou un lieu, contrairement à l'exorcisme, qui a pour but l'expulsion d'un démon. La relation avec les entités est donc potentiellement positive, et l'adorcisme est parfois utilisé comme initiation à un culte des esprits.
Jean-Michel Oughourlian définit l'adorcisme comme « des possessions volontaires, désirées et curatives ». 

## Source
- (en) Cet article est partiellement ou en totalité issu de l’article de Wikipédia en anglais intitulé « Adorcism » (voir la liste des auteurs).